# Groff Conklin
Edward Groff Conklin (Glen Ridge, 6 settembre 1904 – 19 luglio 1968) è stato un critico letterario, curatore editoriale specializzato in antologie di fantascienza, statunitense.
Ha curato 40 antologie di fantascienza e una di storie del mistero (insieme con il medico Noah Fabricant), ha scritto libri sulle migliorie per la casa ed è stato uno scrittore freelance di argomenti scientifici, nonché un poeta pubblicato.
Dal 1950 al 1955 è stato il recensore di libri per Galaxy Science Fiction.
Conklin ha studiato al Dartmouth College e alla Harvard University, nel 1927 si è laureato alla Columbia University.
Nel corso degli anni '30 e '40 ha cambiato una serie di occupazioni, lavorando per diverse agenzie governative durante la seconda guerra mondiale. 
È stato redattore di libri per Robert M. McBride & Co. e ha lavorato alle pubbliche relazioni per la Federal Home Loan Bank, l'Office of Strategic Services, il Department of Commerce, il National Cancer Institute e l'American Diabetes Association. 
È stato ricercatore scientifico per l'agenzia pubblicitaria N. W. Ayer & Son.